# ニヌルタ・アピル・エクル
ニヌルタ・アピル・エクル（Ninurta apal Ekur、在位:紀元前1192年頃 - 紀元前1180頃）は、中アッシリア王国時代のアッシリアの王である。彼の治世年については論争があり3年間とする説もある。
かれはアダド・ニラリ1世の曾孫に当たり、基本的にトゥクルティ・ニヌルタ1世の子供、または孫であった前3代の王とは異なる立場にあった。前王エンリル・クドゥリ・ウツルから簒奪によって王位を得た。その死後、彼の息子アッシュール・ダン1世が王位を継いだ。